# ت ع م-09:00
التوقيت العالمي المنسق -09:00 أو ت ع م-09:00 (بالإنجليزية: UTC-09:00)‏ هو مقابلة الوقت المحلي للتوقيت العالمي المنسق، حيث ينقص فيه التوقيت المحلي عن التوقيت العالمي بقدار 9 ساعات (-9).